# Phùng Quang Thanh

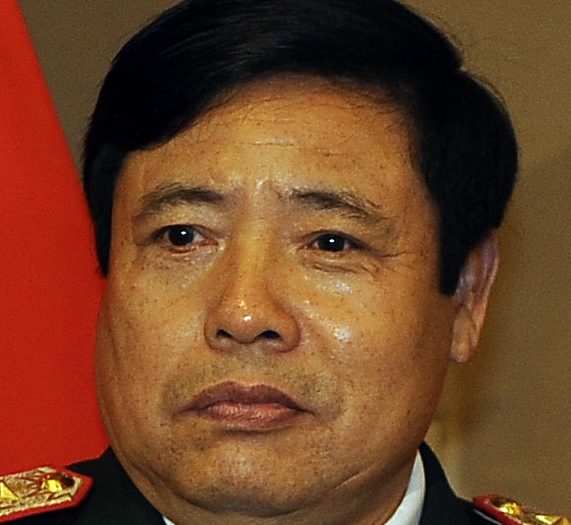
Generaloberst Phùng Quang Thanh (2010)

Phùng Quang Thanh (* 2. Februar 1949 in Thạch Đà, Mê Linh, Hanoi; † 11. September 2021 in Ba Đình, Hanoi) war ein vietnamesischer Offizier und Politiker der Kommunistischen Partei Vietnams (KPV), der als Armeegeneral der Volksarmee zwischen 2006 und 2016 Verteidigungsminister sowie Mitglied des Politbüros der KPV war.

## Leben

### Vietnamkrieg, Offizierslaufbahn und ZK-Mitglied
Phùng Quang Thanh trat nach dem Schulbesuch während des Vietnamkrieges 1967 in die Volksarmee (Quân Đội Nhân Dân Việt Nam) ein und wurde 1968 Mitglied der Kommunistischen Partei Vietnams KPV (Đảng Cộng sản Việt Nam). Während der Operation Lam Son 719 (8. Februar bis 24. März 1971) war er Kompaniechef im 9. Bataillon des 64. Regiments der 320. Division und wurde für seine militärischen Leistungen sowie seinen tapferen Einsatz am 22. September 1971 im Alter von 22 Jahren mit Titel „Held der Volksarmee“ ((Anh hùng lực lượng vũ trang nhân dân) ausgezeichnet. Drei Monate zuvor wurde er im Juni 1971 zum Studium an die Schule für Infanterieoffiziere abgeordnet und besuchte daraufhin die Infanterieakademie, woraufhin er 1972 selbst Kommandeur des 9. Bataillons der 320. Division des 1. Heerskorps ((Quân đoàn 1) wurde. Für seine weiteren Verdienste im Vietnamkrieg wurde ihm drei Mal die Siegesmedaille der Befreiung Erster Klasse (Huân chương Chiến cng Giải phóng hạng nhất) sowie drei Mal der Titel „Tapferer Soldat“ (Danh hiệu Dũng sĩ) verliehen.
Nach Ende des Vietnamkrieges fand Phùng Quang Thanh innerhalb des 1. Heereskorps (Quân đoàn 1) weitere Verwendungen als Offizier und Stabsoffizier wie als Chef des Stabes des 64. Regiments sowie 1988 kommissarischer Kommandeur der 312. Division. Nachdem er zwischen 1989 und 1991 ein Studium an der Militärakademie des Generalstabs der Streitkräfte der UdSSR „K. J. Woroschilow“ sowie an der Vietnamesischen Militärakademie (Học viện Quân sự cấp cao) absolviert hatte, war er von August 1991 bis August 1993 Kommandeur (sư đoàn trưởng) der 312. Division. Im August 1993 wechselte er als stellvertretender Leiter der Operationsabteilung in den Generalstab der Volksarmee und erhielt dort 1995 seine Beförderung zum Generalmajor (Thiếu tướng), woraufhin er 1996 Leiter der Operationsabteilung des Generalstabes der Volksarmee wurde. Nachdem er im August 1997 einen Lehrgang an der Politischen Militärakademie (Học viện Chính trị) absolviert hatte, wurde er als Nachfolger von Đàm Văn Ngụy im Dezember 1997 zum Kommandeur der Militärregion 1 (Quân khu 1) ernannt und in der Funktion 1999 zum Generalleutnant (Trung tướng) befördert. Auf dem IX. Parteitag der Kommunistischen Partei Vietnams (19. bis 22. April 2001) wurde er erstmals Mitglied des Zentralkomitees der KPV und gehörte diesem Gremium nach seinen Bestätigungen auf dem X. Parteitag 2006 und dem XI. Parteitag 2011 bis zum 20. Januar 2016.

### Abgeordneter, Mitglied des Politbüros und Verteidigungsminister

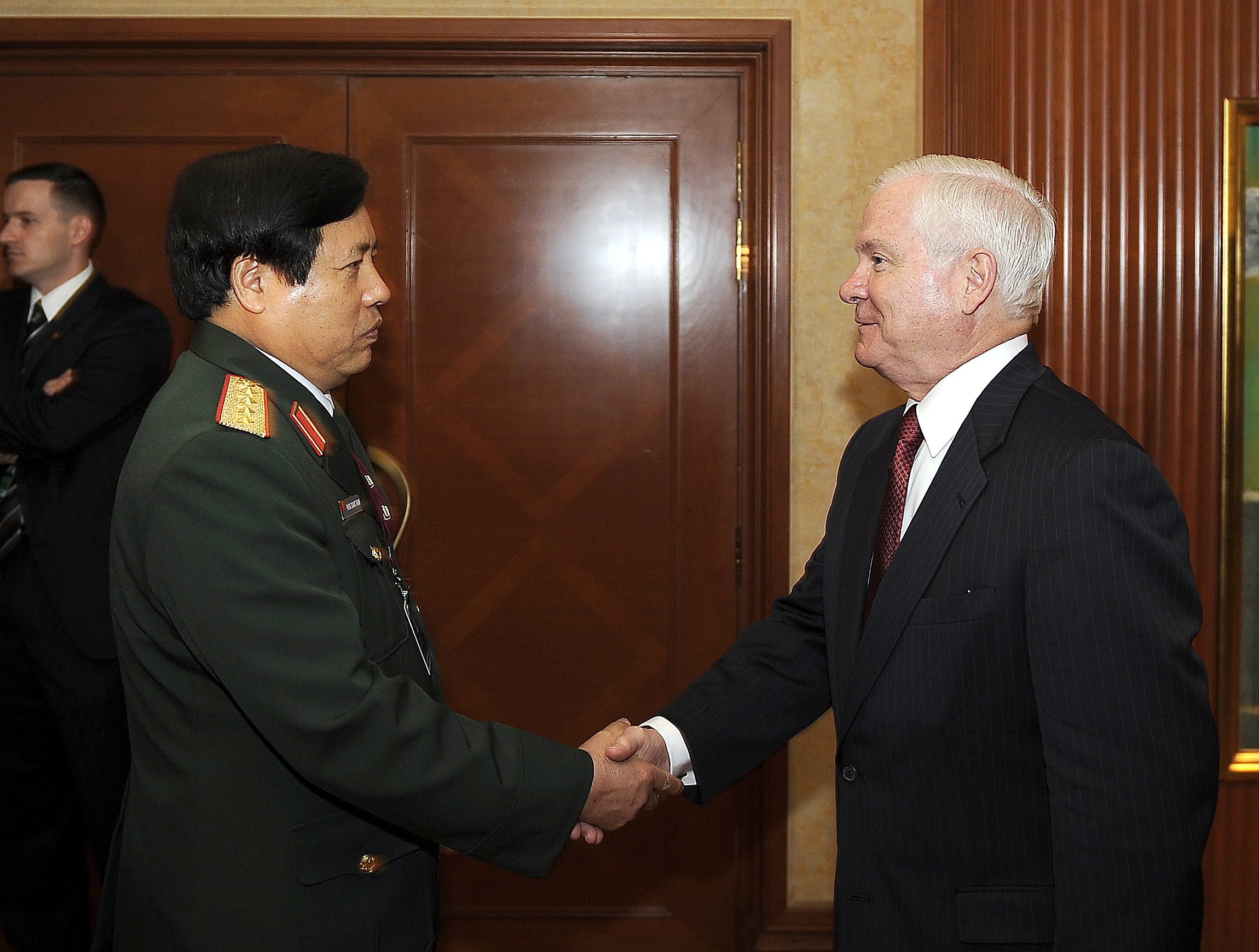
General Phùng Quang Thanh mit US-Verteidigungsminister Robert Gates (30. Mai 2009)

Im Mai 2001 löste Generalleutnant Thanh Generalleutnant Lê Văn Dũng als Chef des Generalstabes der Volksarmee (Tổng tham mưu trưởng Quân đội nhân dân Việt Nam) ab und bekleidete dieses Amt bis zum 31. August 2006, woraufhin Generalleutnant Nguyễn Khắc Nghiên seine Nachfolge antrat. Zugleich fungierte er zwischen Mai 2001 und August 2006 auch als stellvertretender Verteidigungsminister. Am 19. Mai 2002 wurde er zudem erstmals Mitglied der Nationalversammlung (Quốc hội Việt Nam) und gehörte dieser in der elften, zwölften und dreizehnten Legislaturperiode bis zum 22. Mai 2016 an. 2003 erfolgte seine Beförderung zum Generaloberst (Thượng tướng).
Auf dem X. Parteitag (18. bis 25. April 2006) wurde Phùng Quang Thanh zum ersten Mal Mitglied des Politbüros des ZK der Kommunistischen Partei. Am 24. Juni 2006 traten Staatspräsident Trần Đức Lương und Premierminister Phan Văn Khải von ihren Ämter zurück. Daraufhin wurde am 27. Juni 2006 Nguyễn Minh Triết von der Nationalversammlung als Staatspräsident gewählt. Dieser nominierte daraufhin Nguyễn Tấn Dũng zum Premierminister, der ebenfalls am 27. Juni 2006 von der Nationalversammlung bestätigt wurde. Das Parlament bestätigte am 28. Juni 2006 mehrere vom neuen Premierminister vorgeschlagene Veränderungen im Kabinett, woraufhin Phạm Gia Khiêm als Außenminister, Generaloberst Phùng Quang Thanh als Nachfolger von Phạm Văn Trà Verteidigungsminister sowie Vũ Văn Ninh als Finanzminister neu ins Kabinett berufen wurden. Zugleich war er zwischen 2006 und 2016 stellvertretenden Sekretär der Zentralen Militärkommission und wurde am 6. Juli 2007 zum Armeegeneral (Đại tướng) befördert.
Thanh wurde auf dem XI. Parteitag (12. bis 19. Januar 2011) als Mitglied des Politbüros des ZK der Kommunistischen Partei wiedergewählt und gehörte diesem obersten Führungsgremium der KPV bis zum 20. Januar 2016 an. Am 2. August 2011 bestätigte die Nationalversammlung ein neues Kabinett, dem Phạm Bình Minh als Außenminister, Vương Đình Huệ als Finanzminister sowie Nguyễn Thái Bình als Innenminister neu angehörten, während Armeegeneral Thanh weiterhin Verteidigungsminister blieb. General Thanh begab sich am 24. Juni 2015 nach Frankreich zur medizinischen Behandlung wegen Komplikationen einer Lungenverletzung, die er bereits im Vietnamkrieg erlitten hatte. Die monatelange Abwesenheit löste Gerüchte über ein Attentat aus, die sich als falsch erwiesen. Nach Abschluss der medizinischen Behandlung er kehrte am 25. Juli 2015 nach Hanoi zurück. 
Auf der elften Sitzung der 13. Legislaturperiode der Nationalversammlung stimmte diese im April 2016 der Ablösung von Armeegeneral Phùng Quang Thanh als Verteidigungsminister zu. Sein Nachfolger als Verteidigungsminister und stellvertretendes Sekretär der Zentralen Militärkommission wurde daraufhin am 9. April 2016 General Ngô Xuân Lịch.